# Ingodite
L'ingodite è un minerale.